# Aglia tau
Aglia tau (molia împărat tau) este o specie de molie din familia Saturniidae. Se găsește în Europa.

## Descriere
Anvergura este de 60–84 mm. Molia zboară într-o singură generație între lunile martie și iulie, depinzând de locație.
Larvele se hrănesc în principal cu fag, dar și cu mesteacăn, Alnus glutinosa, Salix caprea și Sorbus aucuparia.

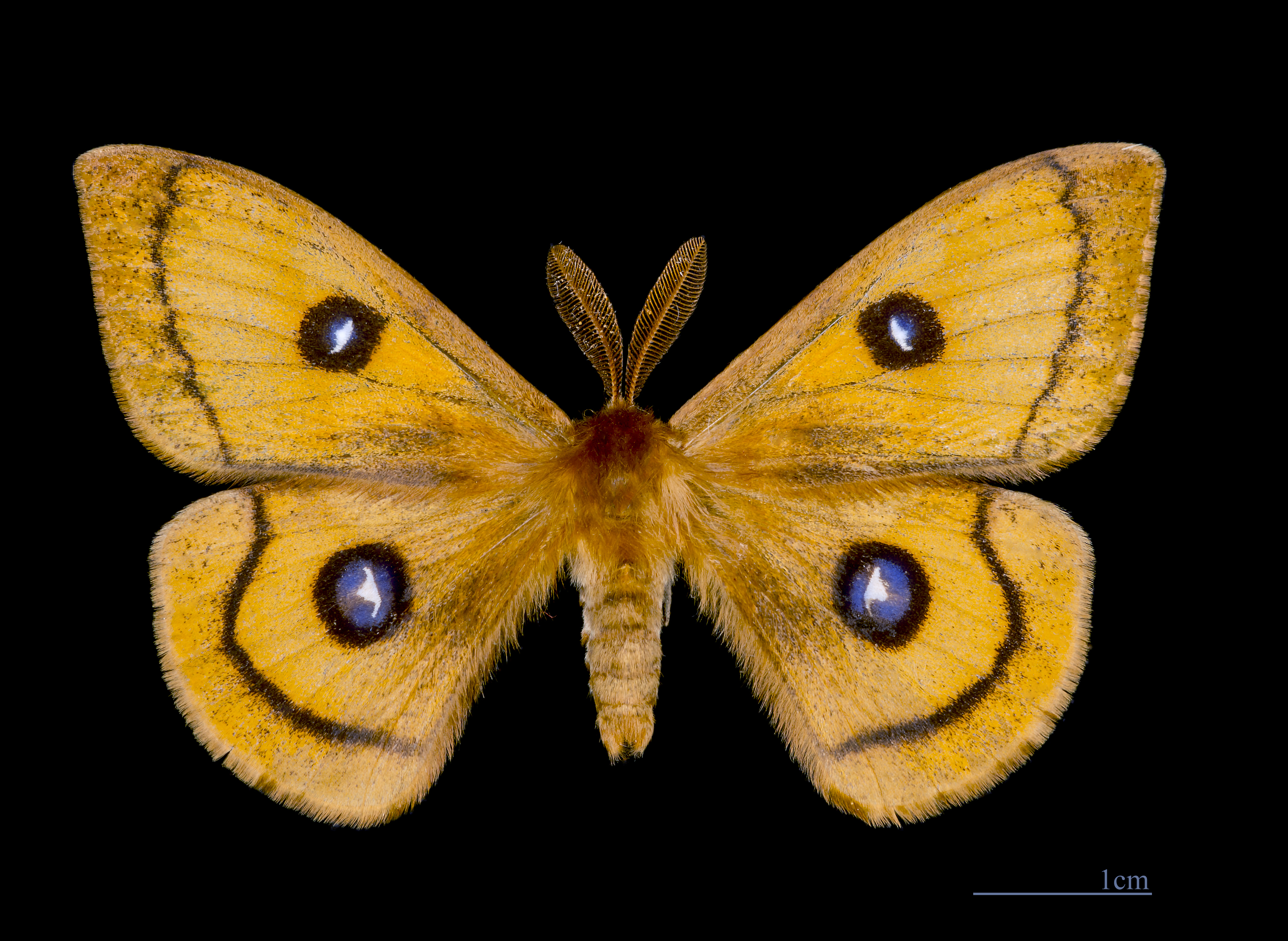
♂
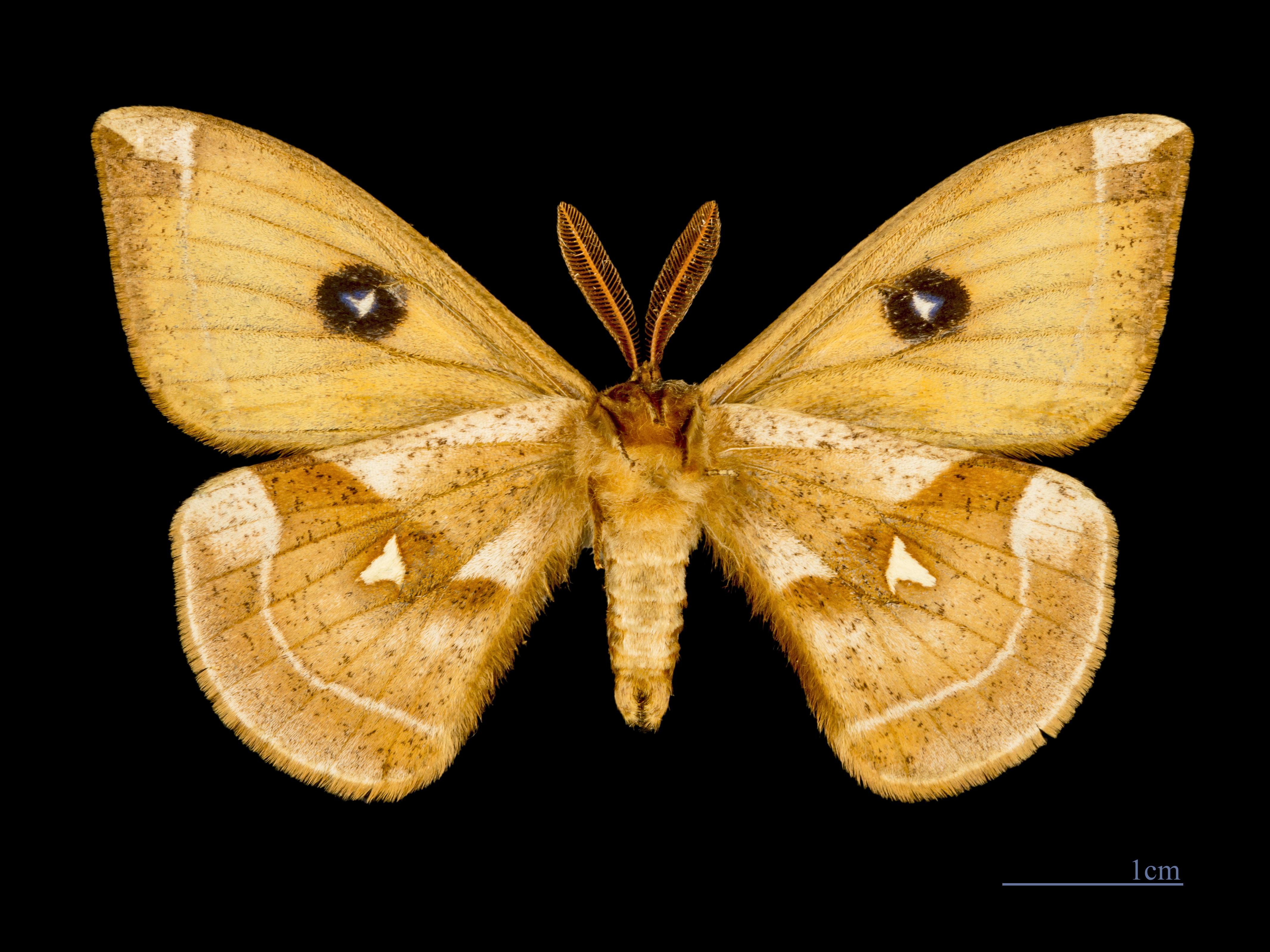
♂ △
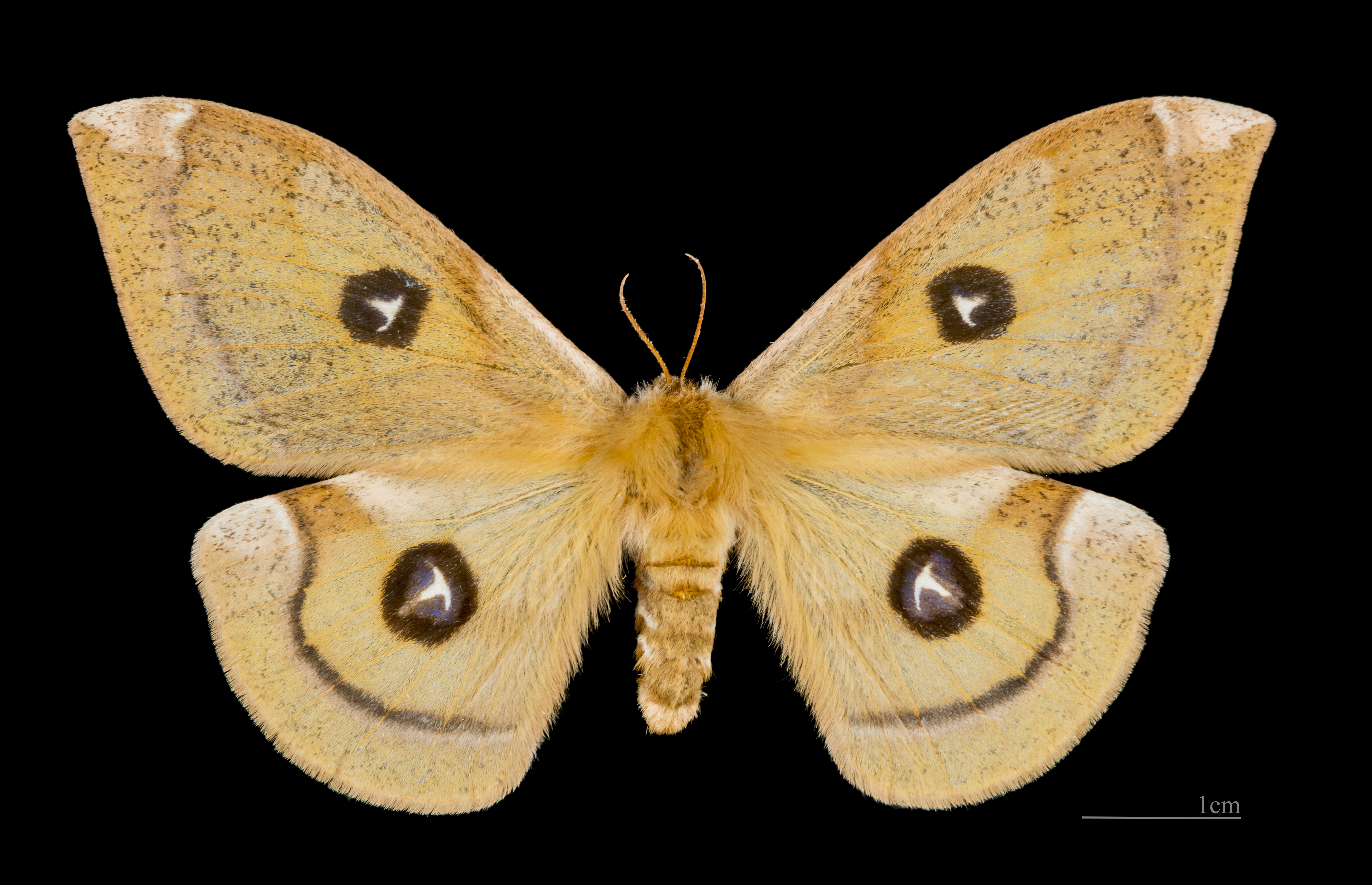
♀
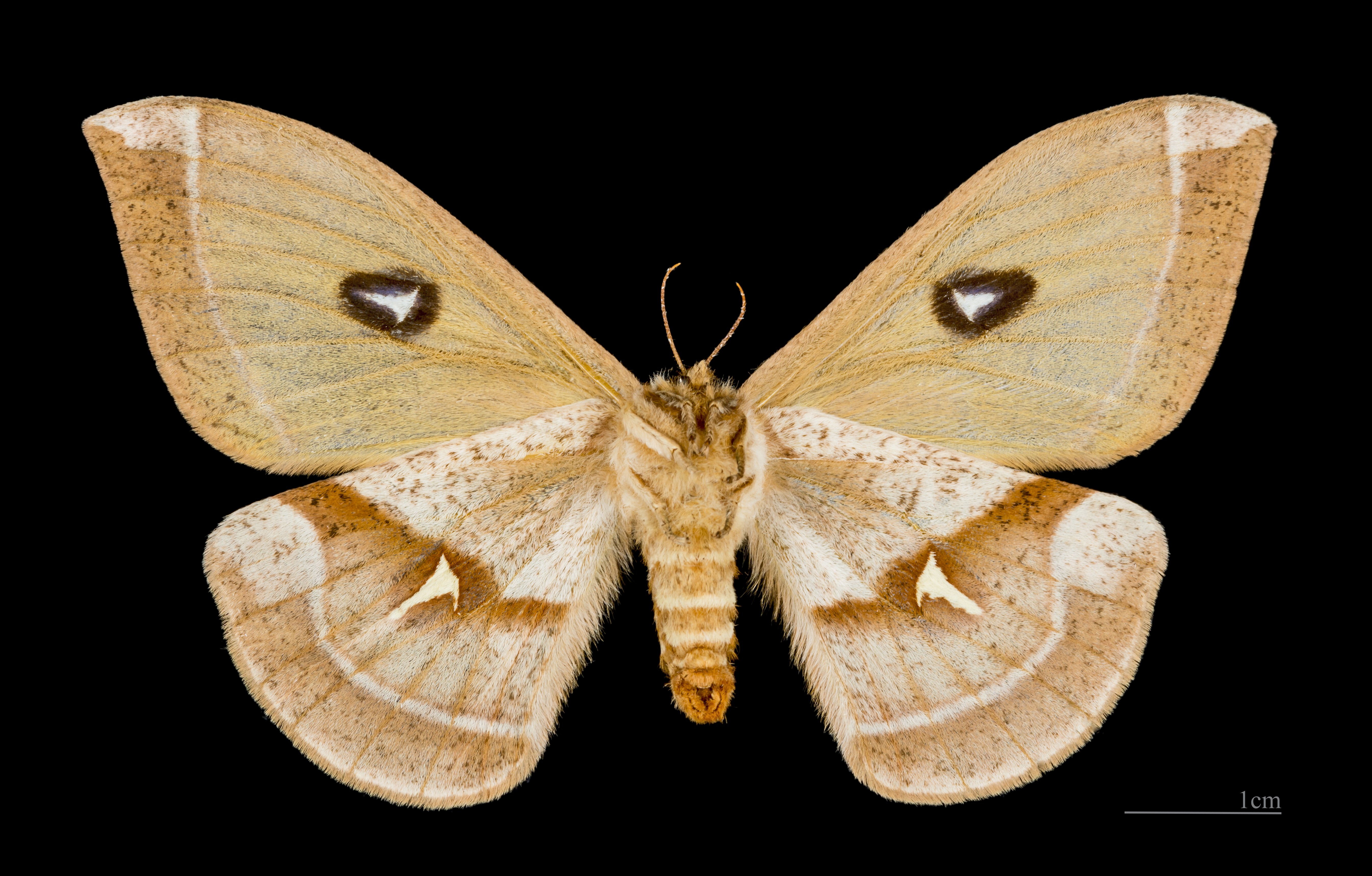
♀ △

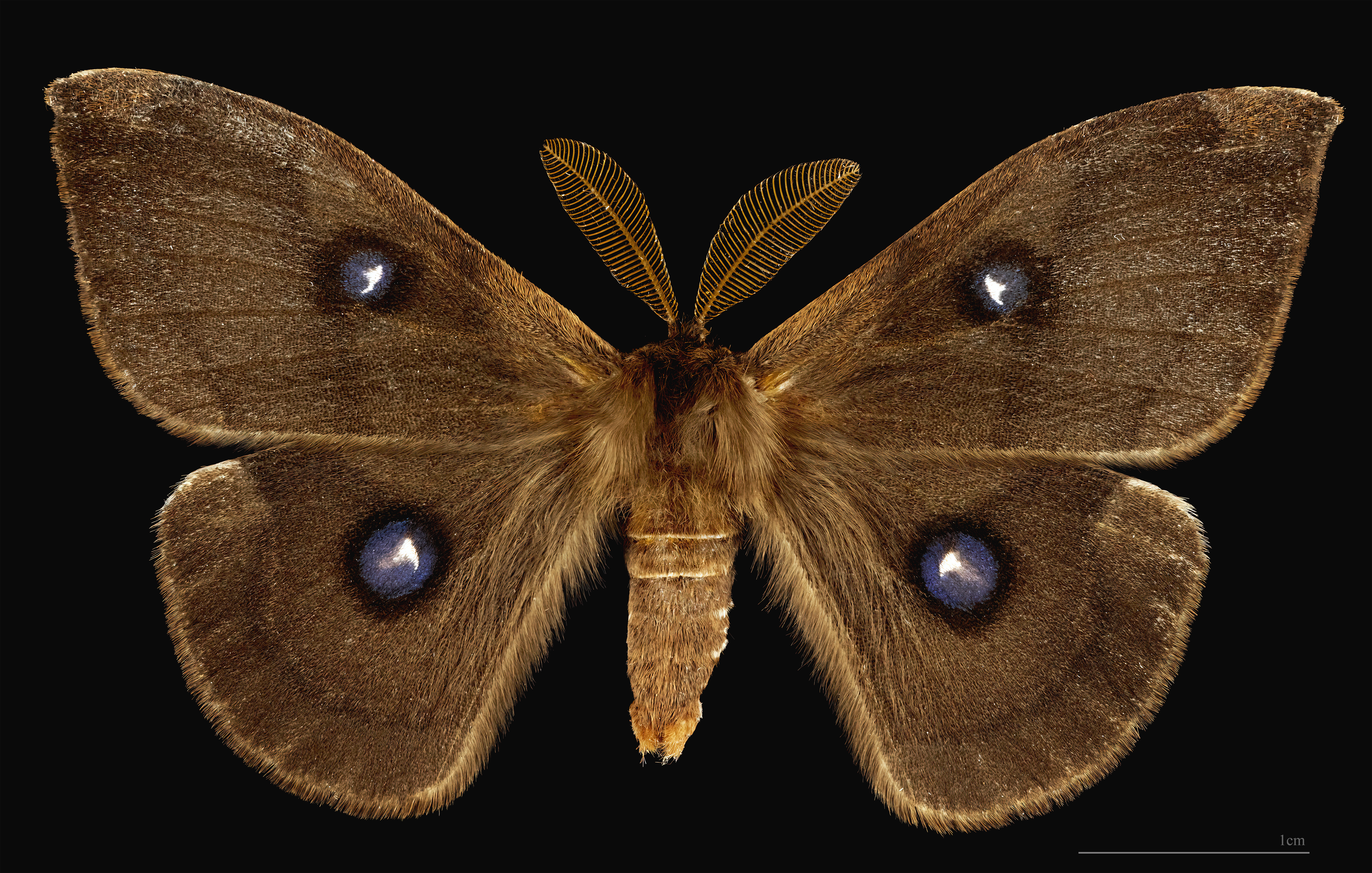
♂
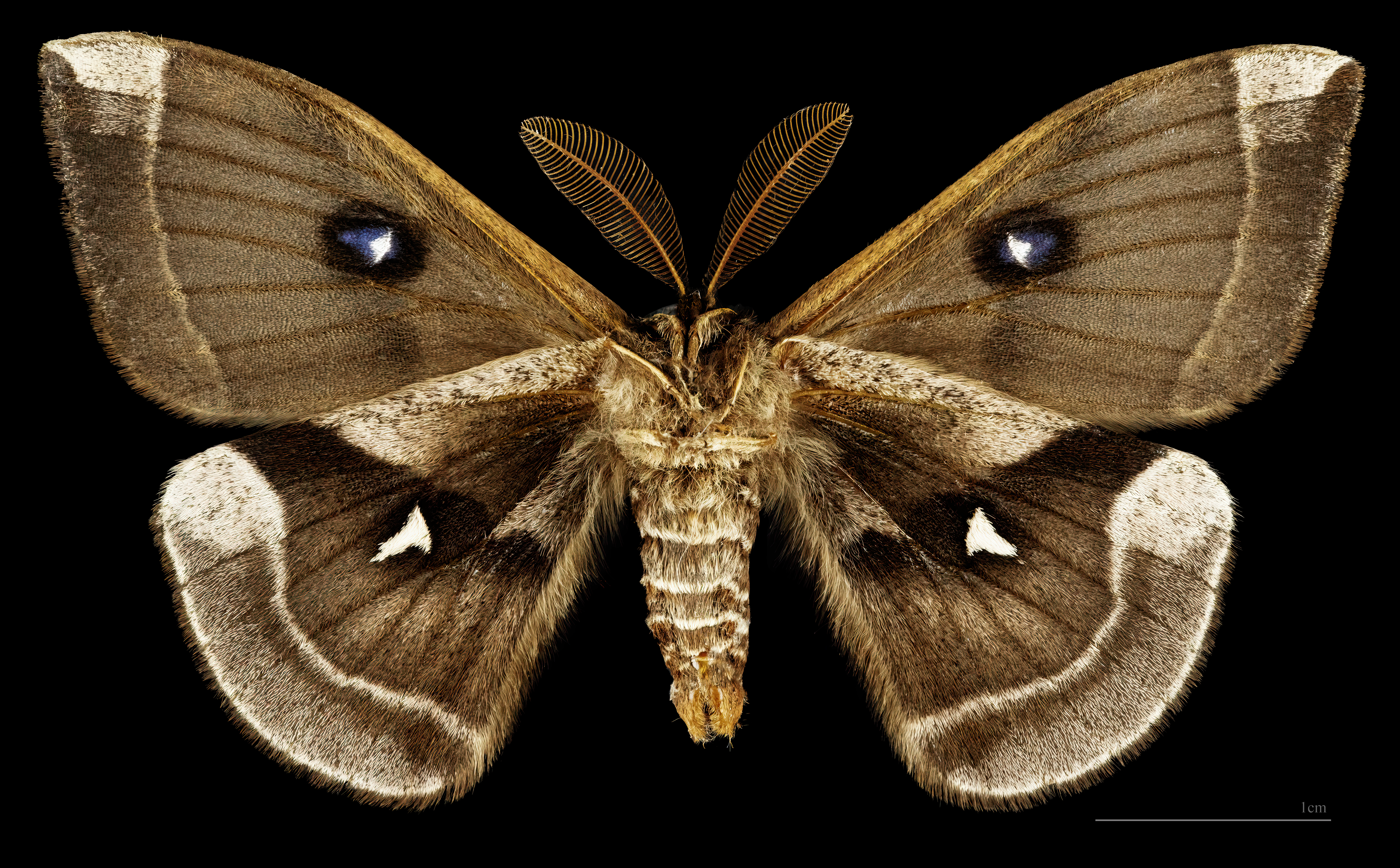
♂ △
♀
♀ △

Aglia tau
Aglia tau f. melaina